# Zoo Lissabon
Koordinaten: 38° 44′ 41,7″ N, 9° 10′ 17,3″ W
Der 1883 gegründete und 1884 eröffnete  Jardim Zoológico de Lisboa, [ʒɐrdɪ̃ zowlɘʒiku də li'ʒboɐ], zu Deutsch Zoologischer Garten von Lissabon, ist einer der größten Zoos Portugals. Der im Stadtteil São Domingos de Benfica gelegene zoologische Garten war der erste Park seiner Art auf der Iberischen Halbinsel. Er profitierte anfangs noch von den Beziehungen zu den portugiesischen Kolonien und konnte so innerhalb weniger Jahre einen der bedeutendsten und variantenreichsten Tierbestände seiner Zeit aufbauen.
Die 1955 eröffnete Delfin-Bucht ist eine der größten Attraktionen des Zoos. Die dortige Vorführungen finden vor dem Hintergrund eines Fischerdorfes statt und kombinieren die Akrobatik von Delphinen und Seelöwen mit Informationen über die Charakter-Eigenschaften dieser Tiere und deren Anpassung an das Meeresleben.
Eine weitere Attraktion ist die 1994 eingeweihte Seilbahn. Aus offenen Kabinenkörben bietet sich den stehenden Besuchern auf einer 20 Minuten langen Fahrt über den Zoo eine Aussicht über die gesamte Anlage.
Der Zoo besitzt über 2000 Tiere 332 verschiedener Arten, darunter befinden sich 114 Säugetier-, 157 Vögel-, 56 Reptilien- und fünf Amphibienarten sowie eine kleine Sammlung von Gliederfüßern.